# 美國陸軍第75遊騎兵團
美國陸軍第75遊騎兵團（英語：75th Ranger Regiment），又稱美國陸軍遊騎兵（英語：United States Army Rangers），美國陸軍的正式編制單位，受美國陸軍特種作戰司令部（USASOC）統籌。總部位於喬治亞州本寧堡（Fort Benning，GA），其下有三個營。在此編制單位內的成員，无论军官还是士兵，皆需要先通過遊骑兵學校的訓練，得到遊骑兵臂章，方能加入此部隊。是現代的唯一一支全由美國陸軍遊骑兵组成的编制部队。
由於有不少遊騎兵在服役一段時間後投考並加入陸軍特種部隊或三角洲部隊，加上作為特種作戰部隊的支援角色與各單位的特戰幹員共同作戰的機會甚多，有利於累積在特種作戰等領域上的經驗，故第75遊騎兵團也被認為是“特種部隊的入門部隊”。

## 编制
目前美国唯一的一支游骑兵部队为陆军第75团（75th Regiment）
第75游骑兵团下辖三个营。第一营1974年1月建立于本宁堡，现驻扎于乔治亚州的亨特陆军机场；第二营1974年10月建立于并现驻扎于华盛顿州路易斯堡；第三营1984年建立，现与团部驻扎于本宁堡。
每营均包括3个步枪连及1个营部连，每个步枪连包括一个连部排、三个步枪排和一个重武器排。美国陆军第75团标志为黑色背景的戴贝雷帽的骷髅头。
另外第75游骑兵团還有一個於2007年成立的特別部隊營（Special Troops Battalion），其團直屬偵察連目前隸屬聯合特種作戰司令部，並被分類為美國特種作戰部隊最高的第1層級（Tier 1）特別任務單位，與同屬陸軍的三角洲部隊和情報支援活動，以及海軍特種作戰開發群和空軍第24特種戰術中隊同等級。

## 沿革與歷史
遊騎兵屬於輕型步兵，有著悠久的歷史。200多年前，爲應付印第安人的突襲，英國殖民者就在美洲大陸上組織了小型偵察騎兵隊，他們被視作遊騎兵的前身。美國獨立戰爭和南北戰争期間，遊騎兵部隊常與正規軍協同作戰，或深入敵後展開遊擊戰，取得傲人的戰績。
不過，美軍過去沒有遊騎兵部隊的正式編制，這些遊騎兵部隊大多不是常設單位，在戰爭結束後都被解散了。

## 滇西緬北戰役
目前第75遊騎兵團的前身：是二戰時在緬甸作戰的一支美軍5307部隊。1943年，盟國決定在中緬印戰區組建一支地面部隊，作爲在緬甸作戰的中國駐印軍的先頭部隊。
根據這一代號爲“圓桌武士”的計劃，美國組建了一支有2900人的特種部隊——第5307混合支队。這支部隊由法蘭克·麥瑞爾准將指揮，因而又被稱作“麥瑞爾突擊隊”（簡稱麥支隊）。臂章中同樣有青天白日圓徽。
麥支隊在印度接受了2個月的遊擊戰和叢林戰訓練後，於1943年3月進入緬北戰區，任務是潛入日本軍後方，切斷敵軍的供應及交通線。由於要與中華民國駐印軍在中緬印戰區聯合作戰，因此麥支隊的隊徽上加上了當時國民革命軍的青天白日軍徽。
在一年多的時間裏，麥支隊參與了大小三十幾次戰役，遇到過不少險情，但大都在中華民國駐印軍的支援下化險爲夷。
1944年2月下旬，中華民國駐印軍新一軍進攻瓦魯班，與日軍正面作戰。麥支隊則滲入日軍後方進行破壞，不料在瓦魯班附近遭遇日軍兩個中隊襲擊，由於雙方實力懸殊，美軍面臨著被包圍的危險。在這緊急時刻，新一軍新38師師長孫立人立即派兵救援，重創日軍第18師團，將麥支隊解救了出來。1944年5月，麥支隊與中華民國駐印軍共同進攻密支那。不料在作戰中，麥支隊遭日軍優勢兵力突襲，陷入險境，又是孫立人將軍及時支援，美軍才突圍成功。
麥支隊最艱苦的戰鬥也是最後一場戰鬥即是密支那戰役，此戰讓美軍對孫立人將軍感激不已，直到今天，麥支隊協會在每年的年會上都要展示孫立人將軍的照片。

## 改編正式建制
二戰結束後，戰功卓著的麥支隊被改編爲美軍第75步兵團，成爲美軍正式編制內的一支王牌部隊。
1973年，美軍決定建立一支快速反應部隊，以應付世界各地可能發生的危機。當時，美國陸軍對各國的特種作戰戰例進行了詳細的研究，結果發現，麥支隊在二戰時期與中華民國軍隊並肩作戰的戰例最有典範性。因此，美陸軍參謀長下令在第75步兵團基礎上擴展組建遊騎兵部隊，當年麥支隊的青天白日徽章也一併保留下來，以紀念那段歷史。美軍遊騎兵部隊還將當年與中華民國軍隊聯合作戰中的經驗作爲座右銘：協同作戰、以少勝多、開路先鋒。
美軍第75遊騎兵團與美国陆军特种部队、三角洲部队共同构成美国陆军三大特種作战部隊。該部隊認爲最輝煌的戰史莫過於與中華民國兄弟部隊共同擊敗了日本侵略軍，而中華民國抗日名將孫立人將軍對這支美軍部隊曾有“救命之恩”，因此該部將中華民國國徽永遠銘刻於第75遊騎兵團徽章上，以示兩國人民不忘那場重要的戰爭。

### 徽章
75游骑兵团的标志包括他们的黄褐色贝雷帽与飘带状臂章。
他们的队徽左上角是中華民國國徽“青天白日”徽章，右下角是一枚“缅甸之星”，旨在纪念第二次世界大战期间游骑兵部队的前身5307混合支队与当时国民革命军新一军在缅甸战区的作战经历。
中央红色闪电象征游骑兵善于的突击作战。红白蓝绿四色代表5307四个数字。

## 歷史

### 二戰的遊騎兵部隊
1942年6月8日，第1遊騎兵營正式組建。1942年,50名美軍遊騎兵陪同英國突擊隊參加了迪耶普突擊戰。
1944年，第2及第5遊騎兵營培訓完隨即參加诺曼底登陆戰。第2營負責進攻奧克角，摧毀射程遠達猶他、奧馬哈灘頭的重炮陣地。而第5營曾陪同第1步兵師及第29步兵師於奧馬哈海灘登陸。

### 現代遊騎兵
由於對於訓練有素的快速應變部隊有一定需求，時任陸軍參謀長克雷頓·艾布蘭計劃組建一支營級的遊騎兵部隊。為此，第1遊騎兵營於1974年1月31日正式組建。
第2遊騎兵營則於同年的10月1日正式組建。1984年10月3日，團部及第3遊騎兵營正式組建。
自鷹爪行動失敗後，美軍創立了美國特種作戰司令部（USSOCOM），以統一所有特種作戰部隊的指揮鏈，第75遊騎兵團也被SOCOM收編，自此可作為SOCOM的一支快速應變部隊運作。
在1983年10月1日和2日，第75遊騎兵團參與了緊急狂暴行動，隊員們以危險的低空傘跳的方式突擊搶占薩利內斯國際機場，以讓美軍運輸機得以卸下增援的第82空降師及物資，並解救被困當地的美國公民。其後該部隊亦參加了入侵巴拿馬的作戰。
1993年，聯合國介入索馬利亞事務，很快地這一決定開始演變成一場軍事行動，也就是美方代號「哥特蛇行動」。1993年8月3日，第75遊騎兵團第3營被部署至當地。其後，第3營及三角洲特種部隊企圖在摩加迪休逮捕兩名艾迪德高階幕僚，最終演變成極為激烈的巷戰，即摩加迪休之戰。雖然成功逮捕目標，但百餘名士兵在深陷敵陣中無法脫離，同時面對著數千名民兵的圍攻。直至第二天，第75遊騎兵團在友軍救援下才成功突圍。最後，聯合國部隊於1994年3月6日撤出索馬利亞。
踏入21世紀，第75遊騎兵團也隨同美軍其他部隊參與了反恐戰爭、2001年阿富汗戰爭、伊拉克戰爭及敘利亞內戰，並在當中扮演著舉足輕重的角色，以及作為美軍特種作戰部隊的支援力量。

## 部隊組成
- 團總部及總部連
- 團直屬軍事情報營
  - 總部連
  - 軍事情報連
  - 網絡電磁活動連
- 團直屬特別部隊營
  - 總部連
  - 團直屬偵察連（英语：Regimental Reconnaissance Company）（自2005年受聯合特種作戰司令部指揮）
  - 通訊連
  - 軍事情報連
  - 選拔及訓練連
- 第1遊騎兵營（英语：1st Ranger Battalion）
  - 總部連
  - A連（步槍）
  - B連（步槍）
  - C連（步槍）
  - D連（步槍）
  - E連（支援）
- 第2遊騎兵營（英语：2nd Ranger Battalion）
  - 總部連
  - A連（步槍）
  - B連（步槍）
  - C連（步槍）
  - D連（步槍）
  - E連（支援）
- 第3遊騎兵營（英语：3rd Ranger Battalion）
  - 總部連
  - A連（步槍）
  - B連（步槍）
  - C連（步槍）
  - D連（步槍）
  - E連（支援）

## 已知裝備

### 個人武器

#### 手槍
| 武器名稱 | 原產地 | 備註               |
| -------- | ------ | ------------------ |
| M1911A1  | 美国   | 已退役             |
| M9       | 義大利 | 已退役             |
| 格洛克17 | 奥地利 | 包括第4及第5代型號 |
| 格洛克19 | 奥地利 | 包括第4及第5代型號 |
| 格洛克22 | 奥地利 | -                  |
| M17      | 美国   | -                  |

#### 衝鋒槍
| 武器名稱 | 原產地 | 備註                        |
| -------- | ------ | --------------------------- |
| HK MP5   | 德国   | 已退役                      |
| HK MP7A1 | 德国   | 由團直屬偵察營（RRC）所使用 |

#### 突擊步槍／戰鬥步槍
| 武器名稱        | 原產地 | 備註                                             |
| --------------- | ------ | ------------------------------------------------ |
| M16A1／A2       | 美国   | 已退役                                           |
| M4A1            | 美国   | 現時主力步槍之一，配備SOPMOD Block II或URG-I套件 |
| CQBR            | 美国   | 命名為“Mk 18”，現時採用版本為“Mk 18 Mod 1”       |
| FN SCAR H       | 比利时 | 命名為“Mk 17”，部份配備5.56mm口徑轉換套件        |
| SIG MCX Rattler | 美国   | 由團直屬偵察營（RRC）所使用                      |

#### 狙擊步槍
| 武器名稱    | 原產地 | 備註       |
| ----------- | ------ | ---------- |
| M24 SWS     | 美国   | 已退役     |
| Mk 11 Mod 0 | 美国   | 已退役     |
| Mk 12 SPR   | 美国   | 已退役     |
| Mk 14 EBR   | 美国   | 已退役     |
| M2010 ESR   | 美国   |            |
| M110 SASS   | 美国   |            |
| M110K1      | 美国   |            |
| Mk 21 PSR   | 美国   |            |
| Mk 22 ASR   | 美国   |            |
| M107        | 美国   | 反器材步槍 |

#### 輕機槍／通用機槍
| 武器名稱 | 原產地 | 備註   |
| -------- | ------ | ------ |
| M60      | 美国   | 已退役 |
| M249 SAW | 美国   | -      |
| Mk 46    | 美国   | -      |
| KAC LAMG | 美国   | -      |
| M240B    | 美国   | -      |
| Mk 48    | 美国   | -      |

#### 霰彈槍
| 武器名稱 | 原產地 | 備註 |
| -------- | ------ | ---- |
| M870     | 美国   | -    |
| M1014    | 義大利 | -    |

#### 榴彈發射器
| 武器名稱 | 原產地      | 備註                                         |
| -------- | ----------- | -------------------------------------------- |
| M203     | 美国        | 下掛在M16／M4上，已退役                      |
| FN EGLM  | 比利时      | 命名為“Mk 13”，可下掛在FN SCAR H上或單獨使用 |
| M320     | 德国 · 美国 | 可下掛在M4A1上或單獨使用                     |

#### 反裝甲武器
| 武器名稱        | 原產地 | 備註                   |
| --------------- | ------ | ---------------------- |
| M72 LAW         | 美国   | 用完即棄               |
| AT4             | 瑞典   | 命名為“M136”，用完即棄 |
| M3 MAAWS        | 瑞典   | -                      |
| FGM-148標槍飛彈 | 美国   | 自主導引，用完即棄     |

### 個人裝備
- 作戰服
  -  美國林地迷彩（英语：U.S. Woodland）（已退役）
  -  沙漠迷彩制服（英语：Desert Camouflage Uniform）（已退役）
  -  陸軍作戰服（通用迷彩樣式；已退役）
  -  Patagonia L9作戰服（多地形迷彩樣式）
  -  Crye Precision G2 AC／G3作戰服（多地形迷彩樣式）
- 戰術頭盔
  -  PASGT（已退役）
  -  MICH-2000（已退役）
  -  Ops-Core FAST Maritime（卡其色塗裝）
  -  Ops-Core FTHS（卡其色塗裝）
- 攜板背心
  -  游騎兵護甲（英语：Ranger Body Armor）（已退役）
  -  Eagle MBAV（已退役）
  -  Crye Precision AVS（多地形迷彩樣式）
  -  Crye Precision JPC／JPC 2.0（游騎兵綠、多地形迷彩樣式）
  -  Spiritus Systems LV119（游騎兵綠樣式）
  -  Ferro Concepts FCPC V5（多地形迷彩樣式）
- 抗噪耳機
  -  3M Peltor Comtac III
  -  Ops-Core AMP
- 夜視儀
  -  AN/PVS-31
- 無線電
  -  AN/PRC-163
  -  AN/PRC-152（英语：AN/PRC-152）
- 戰鬥刀
- 各種手榴彈
- M18A1闊刀地雷

## 登場作品

### 電影
- 《搶救雷恩大兵》（又名：《雷霆救兵》）
- 《黑鹰計劃》
- 《天龍特攻隊》
- 《終極戰士：掠奪者》

### 電子遊戲
- 及重製版：戰役模式中第1遊騎兵營為玩家隸屬的主要登場組織之一，最初以玩家角色約瑟夫·艾倫列兵為首的小隊被部署在阿富汗與叛軍作戰；因艾倫表現出色而被謝波德將軍招募到141特遣隊，然後以中情局臥底特工的身份潛入弗拉基米爾·馬卡洛夫的恐怖組織，在扎卡耶夫國際機場發動了恐襲，撤離現場期間艾倫被馬卡洛夫殺害。事實上馬卡洛夫和謝波德將軍暗中勾結，把艾倫用作觸發美俄戰爭的棋子。後期在美俄戰爭全面爆發後，第1遊騎兵營被調回美國應戰，期間的玩家角色為詹姆斯·拉米雷斯列兵。在特種行動模式聯機模式中遊騎兵也在部份關卡和地圖作為可玩陣營登場。由於《現代戰爭2》是在2009年推出，故遊戲中設定於2016年登場的遊騎兵仍然使用2009年及更早期的過時武器和裝備。例如作戰服仍然是通用型迷彩數位迷彩版本的陸軍作戰服、頭盔仍以舊款MICH-2000為主配以少量沒有防彈功能的Ops-Core FAST Carbon。
- 《榮譽勳章2010》：單人模式中作為在持久自由行動期間支援AFO狼群和AFO海神的快速應變部隊登場，玩家角色為但丁·亞當斯特技兵。
- ：在戰役模式中以支援三角洲部隊的非玩家角色登場，而在特種作戰模式部份關卡中可被玩家扮演。由於部份人物模型來自前作《現代戰爭2》，故在2016年仍穿著過時的通用型迷彩數位迷彩陸軍作戰服及使用2010年代前的過時裝備。其餘則使用與三角洲部隊幹員相同的人物模組。
- ：在戰役模式的2025年關卡中作為支援海豹六隊的NPC登場，穿著多地形迷彩作戰服並使用各種虛構的近未來武器裝備。
- ：聯機模式登場特戰兵，D-Day、愛莉絲、梅斯和羅茲都曾經在遊騎兵服役。
- 《火線交鋒：赤色巨龍》：為聯機模式登場特戰兵，可以被美國NORAD使用。